# Témoin à charge (mini-série)
Pour les articles homonymes, voir Témoin à charge.
Témoin à charge (The Witness for the Prosecution) est une mini-série  britannique en deux parties diffusée sur BBC One à Noël 2016. Elle est adaptée de la nouvelle d'Agatha Christie du même nom  par Sarah Phelps et réalisée par Julian Jarrold. L'intrigue est fidèle au livre, contrairement aux versions précédentes pour le théâtre, le cinéma ou la télévision, y compris la version cinématographique de Billy Wilder de 1957.
Elle est diffusée en France le 24 décembre 2018 sur France 3, puis le 2 février 2024 sur Chérie 25.

## Distribution
- Billy Howle : Leonard Vole, l'accusé
- Andrea Riseborough :  Romaine Heilger - la compagne de Vole
- Monica Dolan : Janet McIntyre - la femme de chambre
- Kim Cattrall : Emily French - la victime
- Toby Jones : John Mayhew - l'avocat
- David Haig : Sir Charles Carter - Barrister
- Tim McMullan : Sir Hugo Meredith - Procureur
- Robert East : le juge Greville Parris
- Dorian Lough : le détective Breem
- Hayley Carmichael : Alice Mayhew
- Paul Ready : Tripp

## Synopsis
En 1923 à Londres, Leonard Vole perd son emploi de serveur Il rencontre Emily French, une riche célibataire de deux fois son âge, qui l'invite à l'accompagner dans son manoir de Kensington. 
Trois mois plus tard, lorsqu'elle est retrouvée matraquée à mort, sa femme de chambre jalouse, Janet, accuse Leonard dont Emily avait fait son unique héritier. 
John Mayhew, un avocat en recherche d'affaires, croit en l'innocence de Leonard et cherche des preuves de son innocence.

## Réception critique
Le critique du  Daily Telegraph, Gerard O'Donovan a écrit de la série qu' "Une grande partie de sa sophistication est due à la retouche multicouche de la pièce à succès des années 1950 de Christie, qui tire chaque goutte d'émotion et de mystère possible d'un postulat très simple. Ajoutez à cette scénographie suprêmement atmosphérique, la direction richement inventive de Jullian Jarrold, plus une distribution formidable, et le parfait programme de Noël était né. " Il ajoute que l'actrice Andrea Riseborough était la "star du spectacle", louant "l'extraordinaire mélange de blessures et de danger qu'elle a réussi à transmettre", et juge que "la partie finale promettait d'être savoureuse".